# 藤堂平助
藤堂 平助（とうどう へいすけ）は、日本の幕末の武士、剣客、砲術家で、新選組八番隊組長、のち御陵衛士（高台寺党）。
平助は通称で、諱は宜虎（よしとら、のぶとら）。正式な姓名は藤堂平助宜虎となる。

## 生涯

### 出自
1844年（天保15年、弘化元年）、武蔵国にて誕生した後、江戸で育ったとみられる。
平助の出自に関しては諸説あるものの、宮内公文書館蔵の『維新階梯雑誌』14巻「新撰組名前」の名簿には、
との記載があり、大身旗本5,000石の藤堂家出身であったとされる説が有力である。
ほかに、永倉新八の『同志連名記』や京都在留当時の風聞書によれば、津藩藩士名張藤堂家（藤堂宮内家）、藤堂高虎の養子、丹羽長秀の三男・藤堂高吉を祖とし、伊勢津藩の藤堂家一門家臣（代々宮内）として江戸の津藩下屋敷に生まれたと伝わる。一門家からは大身旗本数千石のものもあったという。また藤堂高猷の落胤とも、伊勢久居藩家老藤堂八座の子との俗説もある。
通称の「平助」は藤堂家功臣の名乗りをついだものとも伝えられる。

### 流派
北辰一刀流開祖・千葉周作の道場玄武館（神田於玉ヶ池）の門弟 となり、北辰一刀流目録（中目録免許とみられる）を十代半ばで取得した。
その後、深川中川町にあった北辰一刀流・伊東大蔵（伊東甲子太郎）の伊東道場にも出入りし、のちに天然理心流・近藤勇の道場試衛館に入門し、ほどなくして代稽古などを任されるようになった。

### 新選組時代

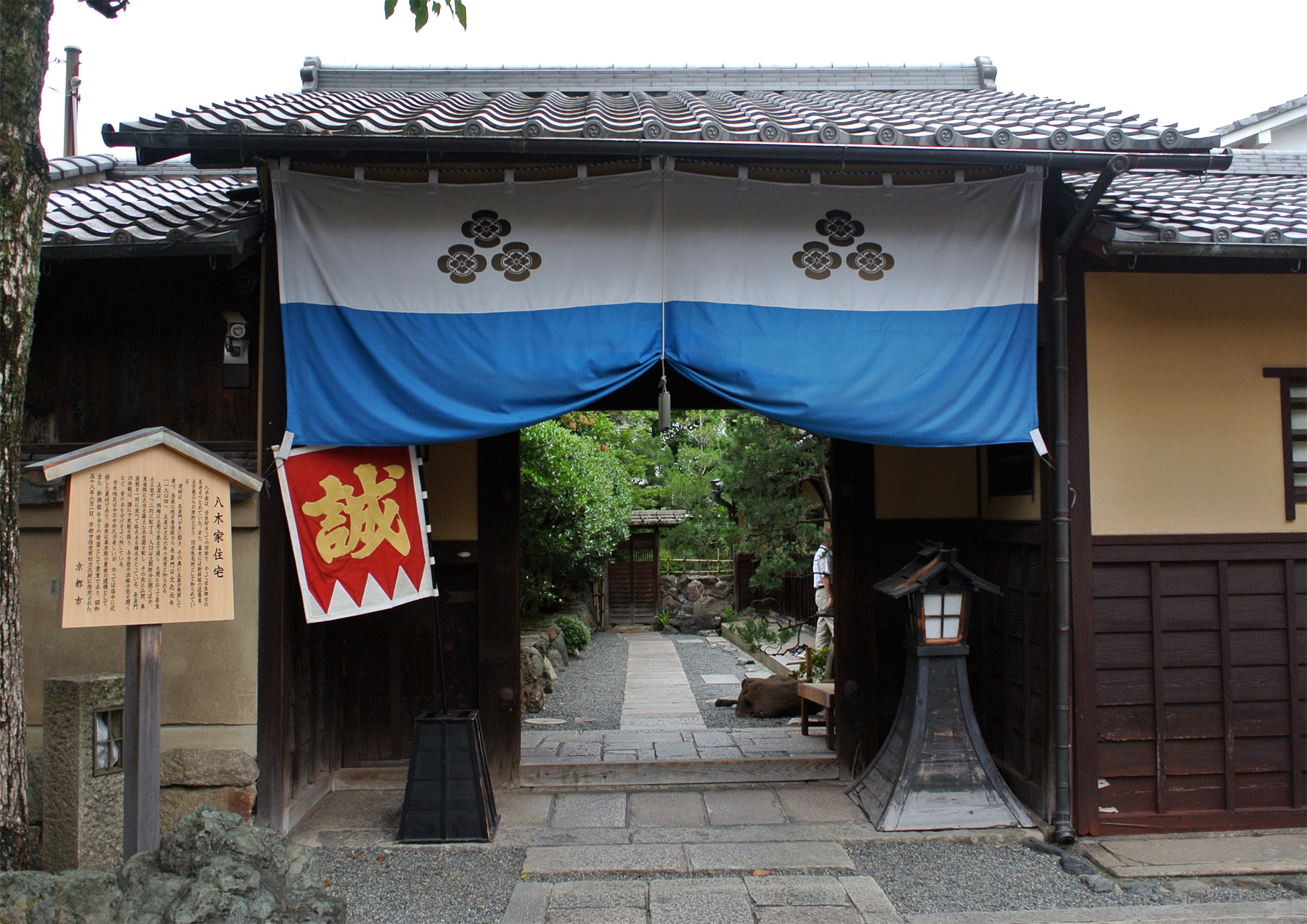
新選組最初の屯所（八木邸）

『新撰組顛末記』によると、平助は新選組結成以前からの生え抜きの同志であり、斎藤一とともに最年少幹部の一人である。
在隊中は、年少者ながら「副長助勤」「八番隊組長」等の重要な役職を歴任した。

#### 会津候上覧試合
文久3年4月16日（1863年6月2日）、会津藩邸で京都守護職松平容保御前試合が行われ、壬生浪士組全員で武術を披露した。この上覧試合の剣術の部において平助は土方歳三と第一試合で剣を交えた。第二試合は永倉と斎藤、第三試合は平山五郎と佐伯又三郎、最終の第四試合は山南敬助と沖田総司という組み合わせの対戦が行われた。なお、各試合の勝敗は記されていない。

#### 池田屋事件

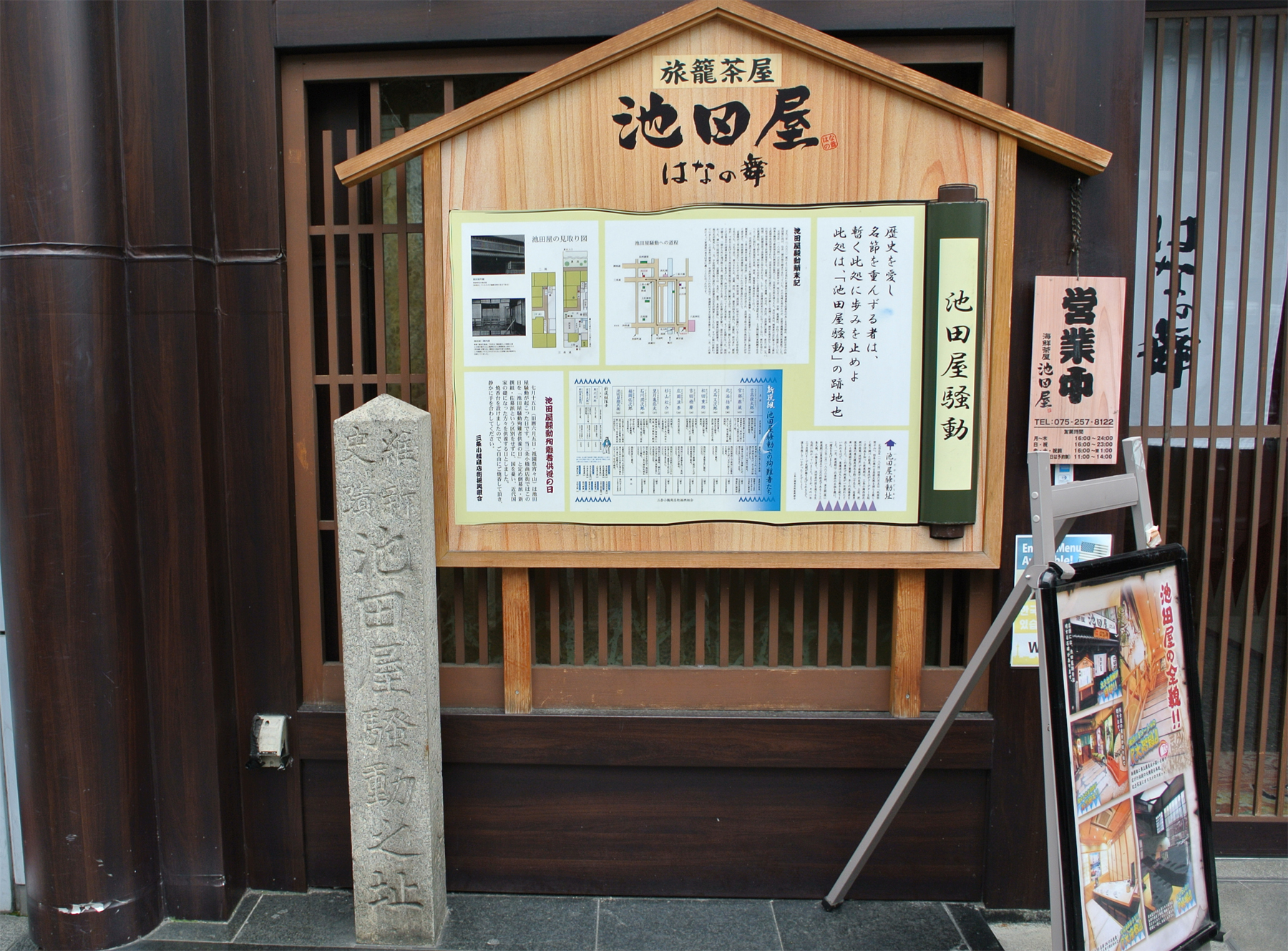
池田屋事件（池田屋跡・2015年）

元治元年6月5日（1864年7月8日）の池田屋事件では、最初に斬り込んだ4名のうちの一人で、一階の庭を持ち場とし、逃亡しようと降りてくる浪士達相手に奮戦した結果、佩刀の上総介兼重はぼろぼろになり、鍔元には修復不可能なほどのひび割れを負った。
また、戦闘中に室内があまりに暑かったため、汗を拭おうと鉢金を取ろうとしたところを潜んでいた浪士に斬りつけられ、額（眉間から顔側面とも）を割られ昏倒。一時は生死をさまよう危篤状態に陥った。
事件後、近藤、土方に次ぐ額の計二十両（金十両および新刀購入料として別段金十両）もの褒賞金を江戸幕府から下賜されている。

#### 隊士周旋任務
元治元年11月（1864年12月）、新選組は江戸にて大規模な隊士募集を行ったが、平助はこれに先立って志願者を募るため土方、斎藤らとともに江戸に向かい、新たに加盟した伊東甲子太郎の一派などを引き連れ翌年の五月ごろに京都へ戻った。

### 御陵衛士時代

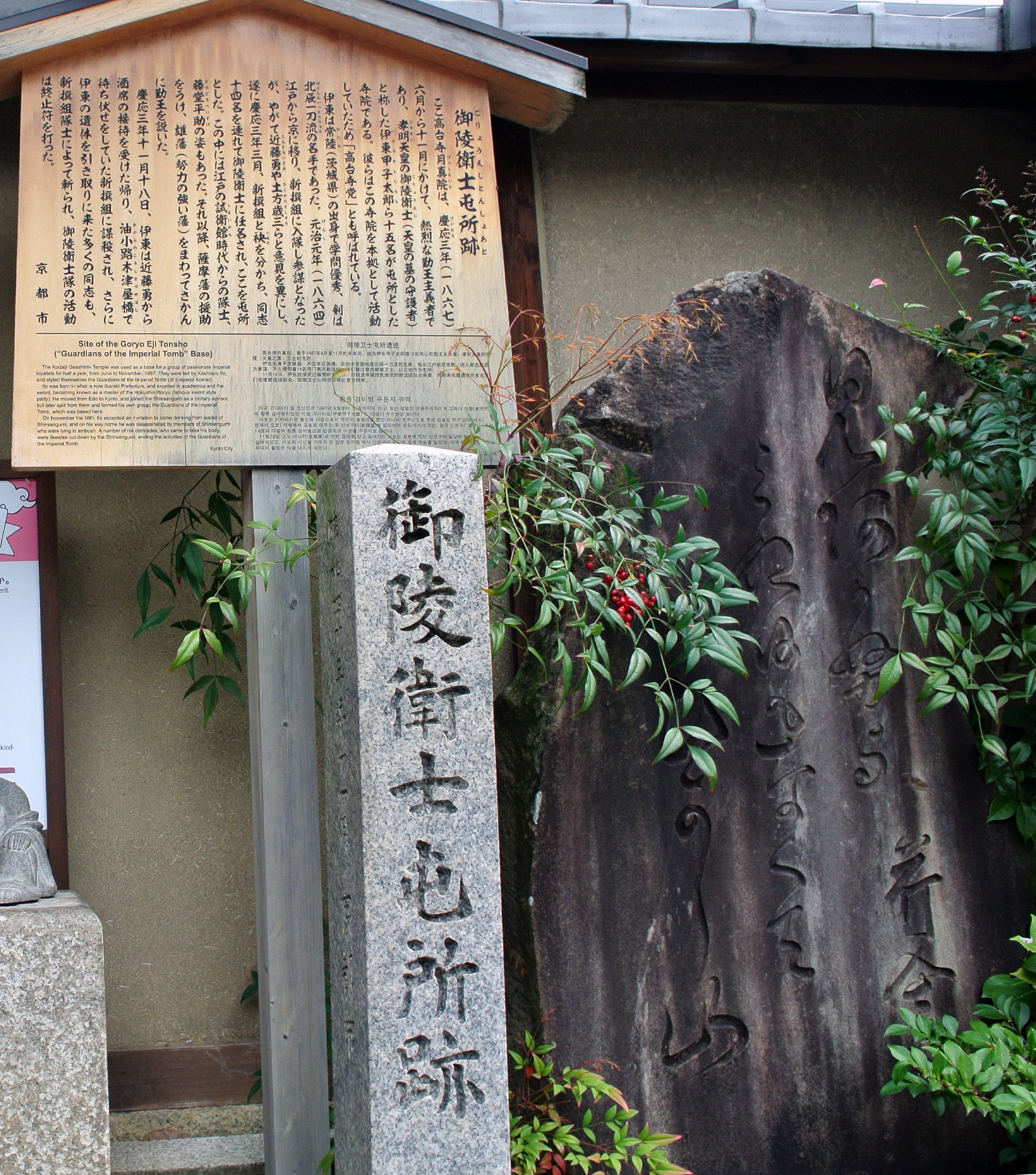
御陵衛士屯所跡

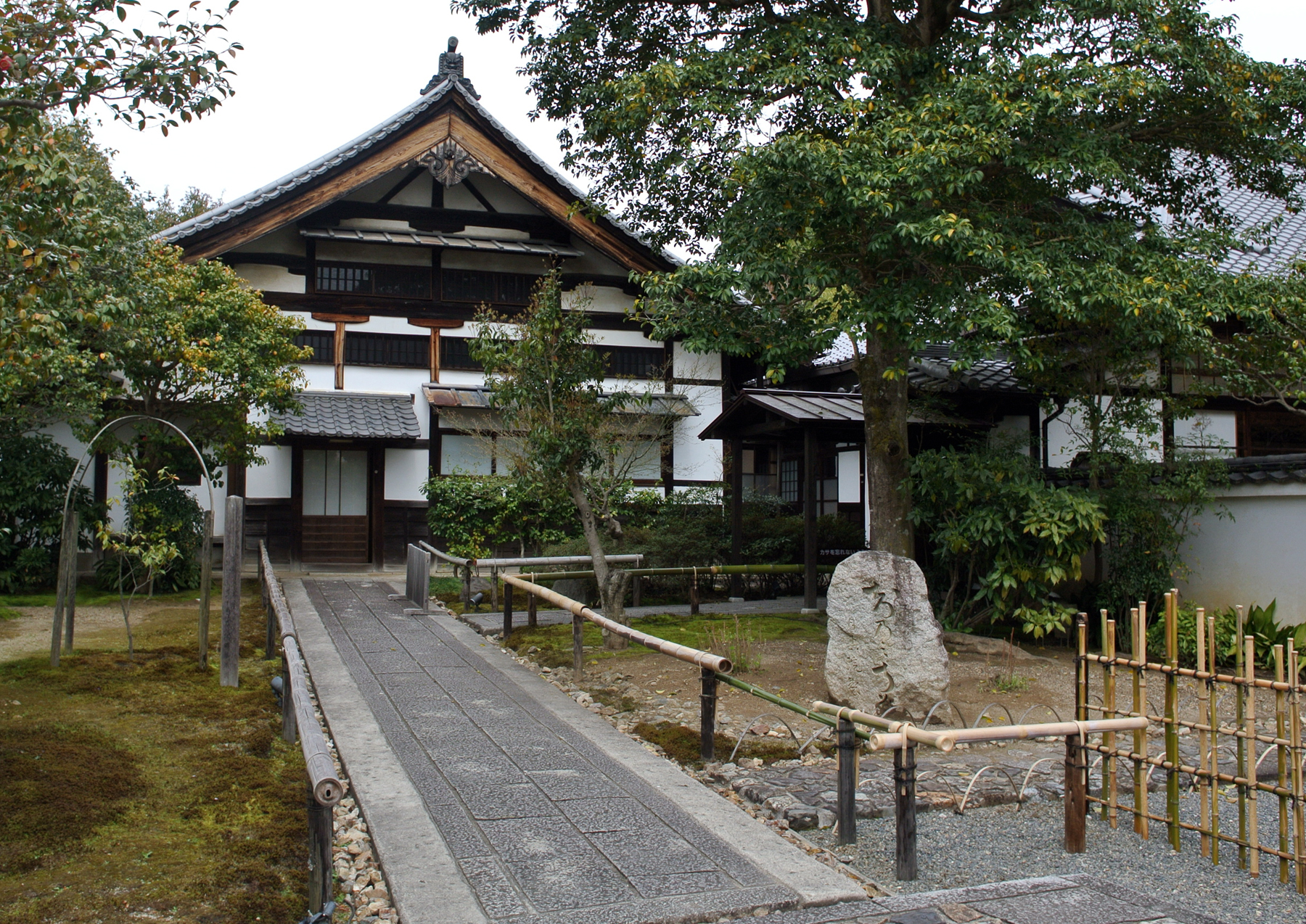
月真院（高台寺の塔頭）

慶応3年3月（1867年4月）、伊東一派とともに御陵衛士（高台寺党）を結成すべく新選組を離脱。これより当初の上洛の動機であった尊王攘夷の志士への道をようやく歩み出すことになる。
御陵衛士時代の主だった平助の活動としては、
- 美濃に出張し[6]、美濃屈指の侠客水野弥太郎[注 12] を懐柔し、水野配下の農兵数百を組織し奇兵隊のような大軍隊にする計画を立案し、さらに金銭面の援助も得る約束を取り交わした。
- 伊東、斎藤、鈴木三樹三郎らとの連名で長州への寛大な処分を求める建白書を朝廷と幕府に提出した。

などが挙げられる。
なお、御陵衛士側に間者として潜入していた斎藤からこれらの報告を受けた近藤は激怒し、御陵衛士の殲滅を決意したという。
また、衛士たちは英語の習得やロケット製造方法のような火薬研究などの研鑽に努めていた。
篠原泰之進（秦林親）の覚書には、『ぐうとないと「こんばんハ』『ぎふみい「私に被下（くだされ）』『せんきゅう「難有（ありがとう）』『あいらぶきゆう「私あなたをすきです』といった内容があり、平助も同様に勉学に励んでいたものとみられる。

#### 砲術免許取得
慶応3年8月23日（1867年9月20日）、江川塾・韮山塾（江川家の砲術指南の私塾）で砲術の免許を取得した。
韮山の江川文庫にある門人名簿『御塾簿』に、
との記載がみられる。

#### 坂本龍馬訪問

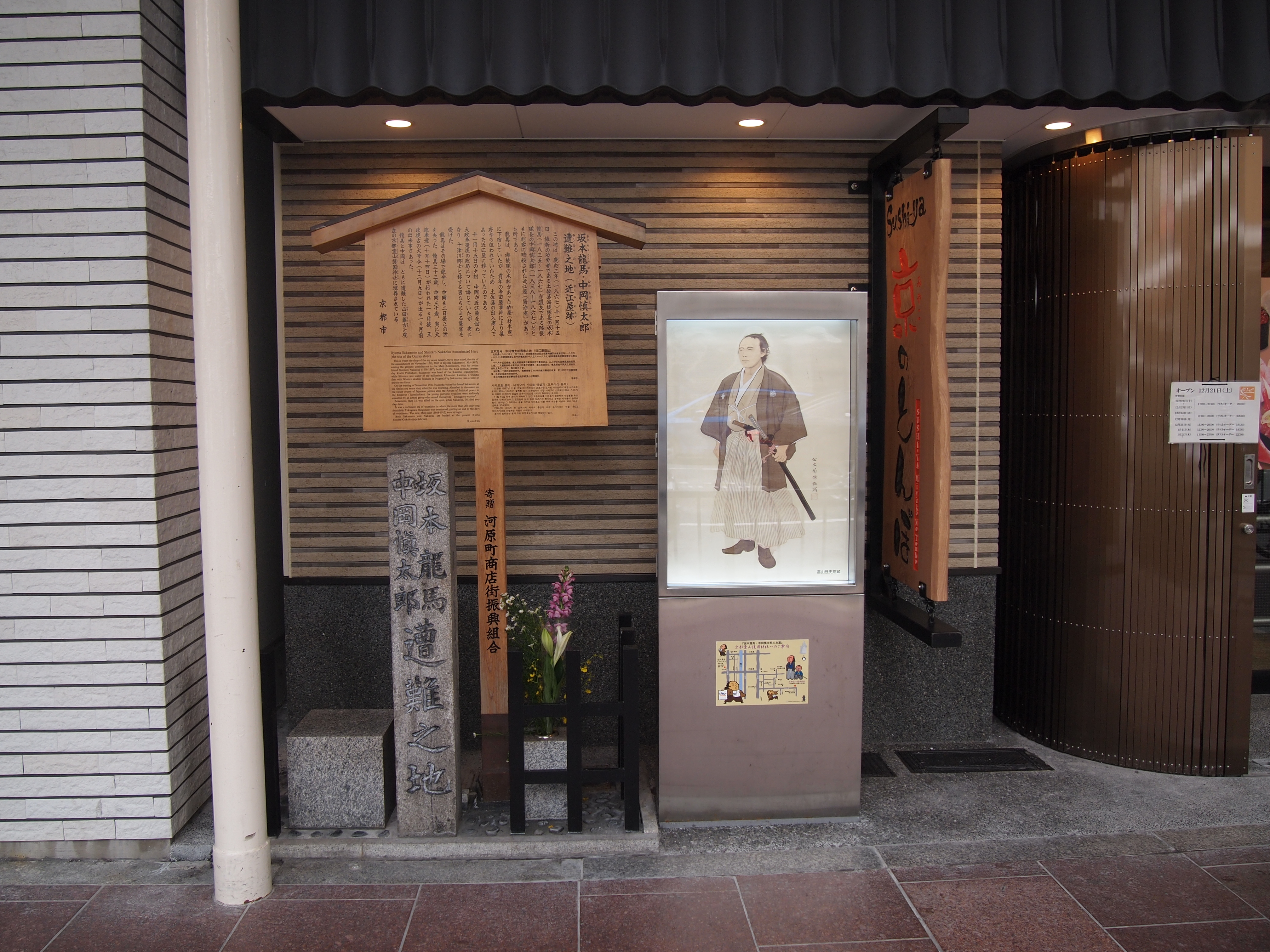
近江屋跡（2014年）

慶応3年11月15日（1867年12月10日）、伊東は平助を伴い、当時坂本龍馬が身を寄せていた近江屋を訪問し、時勢について議論した。
さらに見廻組らが坂本の暗殺を企てているので速やかに土佐藩邸に移るように忠告したが、坂本はただ忠告を謝すばかりで全く相手にはしなかったという。
伊東は「自分が新選組に身を置いていたから信用してもらえず遺憾な次第」と嘆いたという。
伊東らの忠告もむなしく、ほどなくして坂本は中岡慎太郎とともに暗殺されてしまう（近江屋事件）。

#### 油小路事件

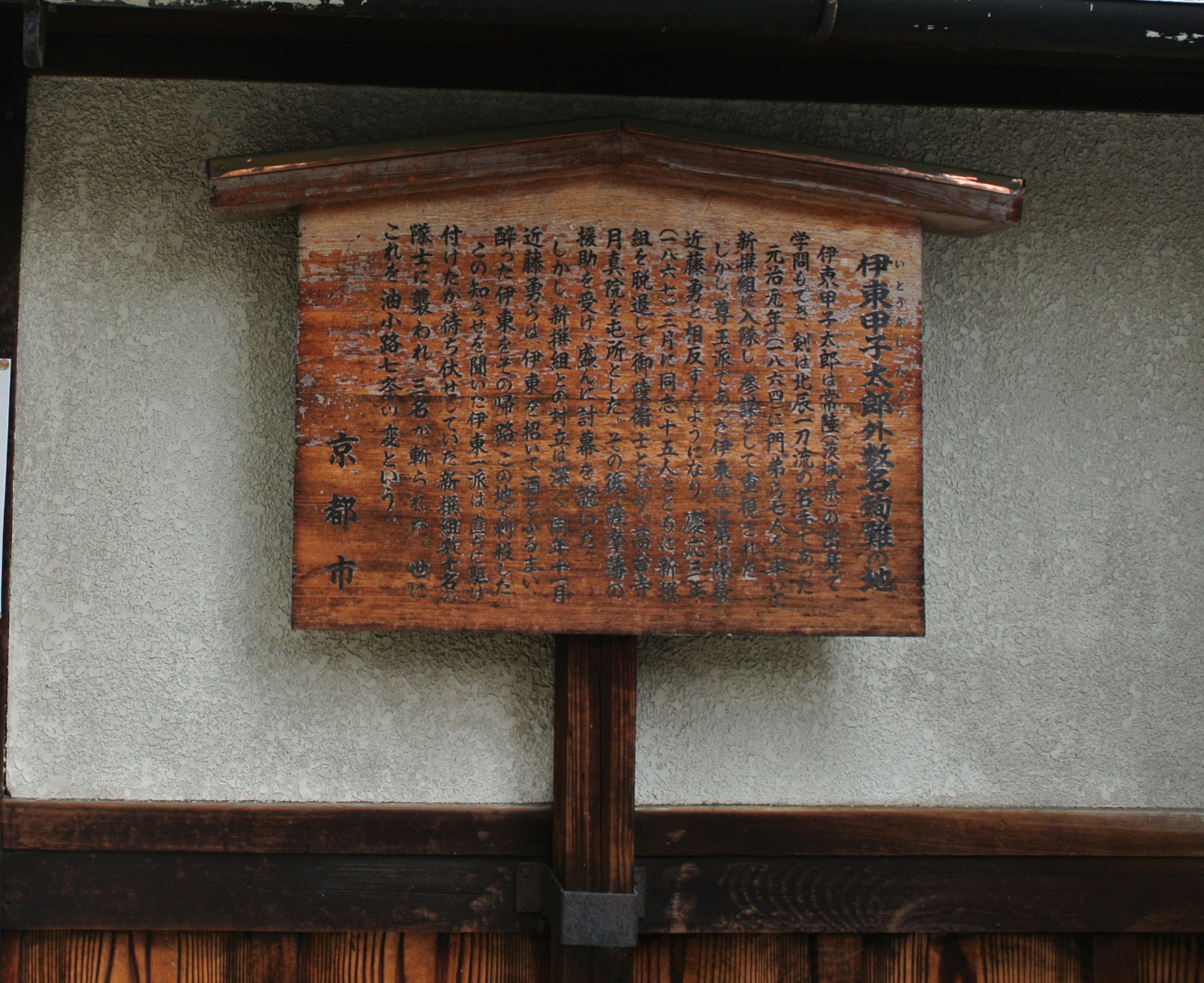
最期の地となった油小路（本光寺前）

慶応3年11月18日（1867年12月13日）夜、新選組による伊東殺害および御陵衛士殲滅を目的とした大規模な粛清が断行される（油小路事件）。
油小路で新選組に暗殺された伊東の遺体を奪還するため、罠であると知りつつも平助は同志7名とともに現場へ向かう。待ち伏せていた40名以上もの新選組隊士らと死闘の末、翌11月19日（12月14日）未明に戦死した。
検死結果によると、額から鼻にかけての傷は長さ約21cm、深さ6cmに達しておりほぼ即死であったとされる。平助ら4名の遺体は、御陵衛士残党をおびき出すための囮として、数日（3、4日ほど）の間、道端に放置された。
永倉によると、近藤から「（藤堂は）まだ若い有為の材であるからできるだけ助けておきたい」との指示があり、平助が逃げられるように道をあけたが、事情を知らぬ隊士三浦常三郎 に斬られたとされている。
また、平助は永倉の深意は汲み取ったものの、魁（さきがけ）先生と呼ばれたプライドと同志を見捨てられないので、新選組に立ち向かって三浦に斬られたともいわれている。
ほかに、永倉の深意を汲み取り退こうとしたところを三浦に後ろから斬りつけられたため、平助は背後から斬られるのは武士の恥として応戦し、数々の傷を負い戦死したとする説もある。

### 死後
墓所は泉涌寺の塔頭戒光寺にあり、共に討死した同志の伊東、毛内有之助、服部武雄らとともに、同寺院内の後月輪東山陵に眠る孝明天皇の御霊を守護し続けている。

#### 生存説
多摩・日野の郷土史家谷春雄の発表した平助の生存説 は上記のような内容である。

## 人物
藤堂平助が幕末史上に登場した期間は5年ほどとごくわずかであるにもかかわらず、新選組隊士として即座に名前が挙がるほどに知られた存在だが、やはりその生涯があまりに短すぎたためか平助には謎が多く、人物や挙動に関する史料や口碑はごくわずかしか残されていない。
その数少ない史料や証言を引用しながら、平助の人物像を以下に要約する。

### 容姿
九州まで伝えられた美貌
『京師騒動見聞雑記録』は西国を代表する雄藩・薩摩の島津家の家士が当時の京の情勢を藩に伝えるために記録した報告書である。その中に奇しくも平助に関する記述が残されている。いうまでもないが、幕末の動乱期において本国への公的な通信で一介の浪士にすぎない平助の出自や容貌・性格等をわざわざ報告しているのはきわめて異例といえる。
京でよほど評判になっていたのか、この薩摩藩士某が個人的に思うところがあったのか経緯は不明だが、とにかく写真はおろか肖像画も残っておらず、係累や子孫さえも判然としない平助の姿形を今日に伝える非常に貴重な史料であることは確かである。
また、実際の平助の年齢は数え年で21歳であったが「17歳」と記述されている。実年齢よりひどく若くみえる幼い顔立ちの美男であったようである。

### 身長
当時でも小柄な体格
江戸幕末期の成人男性の平均身長は155〜157cmほど といわれているので、「小兵」と評された平助の身長はおよそ153cm前後であったと推測される。
愛刀の上総介兼重は二尺四寸五分（およそ73cm）もある長寸の打刀で、本来であれば身長180cm前後の男性に最適な長さの刀である。驚くべきことに平助は自分の身長の半分ほどもある長さの刀を手足のように自在にふるい、死線をくぐり抜けていたことになる。

### 性格
文武両道に秀でる
優れた経済感覚
品行に関する問題点
自称新選組隊士・結城無二三の子である結城禮一郎の著作『旧幕新撰組の結城無二三』が出典だが、本書は事実誤認や史実と異なる情報がしばしば指摘されており、結城の先入観あるいは想像である可能性も否定できない。
また、子母澤寛著の『新選組始末記』にも「江戸っ子で品行は不良だったが人物がしっかりしていた」との記載があるが、証言者や出典は不明である。
堂々とした振る舞い
石坂周造は、浪士隊上洛の際の組頭を務めた主要幹部である。300名を超える浪士隊の中であえて土方と平助を名指しするからには、よほど彼らが反抗的で目立っていたということなのか、いずれにせよ石坂は二人を「一筋縄ではいかない浪士」であったと述懐している。
勇猛で活発な性格

### 魁先生
平助は市中巡察の際に隊の先頭に立つ当番（のちの「死番」制度）を自ら進んで引き受け、また戦闘の際には常に先陣を切ったことから、魁先生という異名をとった。

### 女性関係
新選組隊士とりわけ幹部メンバーには、多かれ少なかれ必ず女性のエピソードが伝えられているが、美男として知られていたにもかかわらず平助にはそれが全くといっていいほどに残されていない。
あえて挙げるとするならば、祇園一の美貌を誇った勤皇芸者・中西君尾の以下の証言だろう。
君尾は自身の著書『勤皇芸者』で、このように語っているが、元治元年8月（1864年9月）ごろから翌年5月（1865年6月）ごろ？まで平助は隊士募集のため江戸に東下しているため、本来であれば京都にはいないはずである。しかしながら、平助がその間ずっと江戸に滞在していたという記録がないため、この逸話を君尾の創作や記憶違いだと断定するのはやや早計である。

### その他
- 沖田、永倉、斎藤とともに「新選組四天王」「近藤四天王」、また御陵衛士時代には「伊東の左右の手」と称された[21]。

## 作品
- 藤堂平助が登場する作品は、

### 小説
- 南原幹雄『新選組情婦伝』所収「血染め友禅 藤堂平助の女」 - 短編。離隊した平助を案じる幼馴染の女性に土方はとある依頼を持ちかける。
- 早乙女貢『新選組銘々伝』所収「御落胤罷り通る」 - 短編。平助は貧しい座頭の夫婦に育てられた落胤という設定になっている。
- 風巻絃一『ぐでん流剣士 新選組藤堂平助』 - 長編。新選組よりも御陵衛士側に心を寄せる平助が描かれた数少ない作品。
- 火坂雅志『新選組魔道剣』所収「祇園の女」 - 短編。平助は安井金比羅宮で縁切り祈願をしていた芸妓と親密になるが、徐々に女の過剰な愛が負担になっていく。
- 秋山香乃『新選組藤堂平助』[注 19] - 長編。平助と土方の鮮烈な出会いから油小路事件までの半生が綿密に描かれる。
- 秋山香乃『歳三 往きてまた』 - 長編。『新選組藤堂平助』の続編。主人公は土方にシフトしているものの依然平助の存在感が強い。
- 鋼雅暁『浅葱色の日常』所収「守れない約束」 - 短編。新選組の気質に合わない隊士を何とか助けたいと願う平助だったが…。
- 鋼雅暁『お橋婆さまの藁人形』所収「藤堂平助という男」「傷跡」-短編。池田屋で負傷した平助が中心の物語。
- 松本匡代『独白新選組』所収「第十一章 慶応三年十一月」 - 短編。Twitter小説の書籍化。七条油小路で戦死した直後、魂となった平助が自身の亡骸を見ながらつぶやく。
- 歴史時代作家クラブ『新選組出陣』所収秋山香乃「誠の旗の下で」 - 短編。初志を貫くために新選組を去る平助の心境や友への思いを描く。
- 天野純希『戊辰繚乱』 - 長編。主人公の山浦鉄四郎の親友として平助が数多く登場する。

### 漫画
- 山村竜也、蜷川ヤエコ『新選組刃義抄 アサギ』 - 沖田、藤堂、斎藤の同世代3人組の視点から新選組の青春を描く。
- 大柿ロクロウ『シノビノ』 - 主要人物の一人。主人公・甚三郎の弟子で、忍者としての修行を積む。やがて近藤ら試衛館の面々と出会う。

- 殿ヶ谷美由記 『だんだらごはん』 - 主要人物の一人。試衛館の食客。主人公の斎藤一･沖田総司と共に作者に『19歳組』として称される。また、原田左之助や永倉新八、そのほかにも試衛館の面々と友好的な関係を築いている。笑顔がとても凛々しく可愛らしい。
- るろうに剣心 -明治剣客浪漫譚- 本編および北海道編で剣心や永倉新八の回想として登場。上記容姿の逸話から、ほかの隊士以上に幼い美男子のような顔立ちをしている。
- NUMBER8、貘九三口造『ABURA』 - 油小路事件を題材にした作品であり、藤堂も主要人物の1人として登場する。

### アニメ
- オトメイト 『薄桜鬼シリーズ』
- ジェノスタジオ『ブッチギレ!』

### 舞台
- ミュージカル『薄桜鬼』〜藤堂平助篇〜
- ミュージカル『薄桜鬼 真改』〜藤堂平助篇〜

### ゲーム
- 龍が如く 維新!　演・大東駿介
- 龍が如く 維新! 極　演・岡本信彦

## 関連文献

### 書籍
- 流泉小史『新選組剣豪秘話』（新人物往来社、1973年）
- 市居浩一『高台寺党の人びと』（小島資料館、1977年、のちに新人物往来社編『新選組・高台寺党』、新人物往来社、2004年に再録）
- 山村竜也『新選組剣客伝』所収「先駆の剣　藤堂平助」（PHP研究所、1998年　PHP文庫、2002年）
- 新人物往来社編『新選組銘々伝』所収「第1巻 藤堂平助」（新人物往来社、2003年）
- 松浦玲『新選組』（岩波新書、2003年）
- 菊地明、伊東成郎、結喜しはや『土方歳三と新選組10人の組長』所収「八番組長　藤堂平助」（新人物文庫、2012年）
- 永倉新八『浪士文久報国記事』(新人物文庫、2013年）
- 緋鳳『藤堂平助とは何者か―落胤と呼ばれた男』（中央公論事業出版、2014年）